# Музичка школа „Станковић” Београд
Музичка школа „Станковић“ у Београду, основана је 1911. године, под покровитељством краља Петра I, као музичко-педагошка институција. Једна је од најстаријих образовних институција у Београду. При оснивању је радила у оквиру Певачког друштва „Станковић“. Име је добила по српском композитору, хоровођи и пијанисти, Корнелију Станковићу, који је први увео основне хармонске записе српских изворних и духовних композиција.
Музичка школа „Станковић“, једна је од установа које су удариле темељ српској музичкој култури. Све до почетка Другог светског рата, када је основана Музичка академија у Београду, ова школа је, заједно са Музичком школом „Мокрањац“, представљала једини извор свих музичких кадрова — композитора, музичких уметника, музиколога, педагога — за рад не само у Београду и Србији, већ и знатно шире. Кроз ову школу прошли су као ученици, наставници или директори већина оних који су представљали или још увек представљају окосницу српске музичке културе, носиоци свих видова музичког стваралаштва. Концертни живот, опера, камерни ансамбл, филхармонија, друге музичке школе, Музичка академија, све је то на неки начин потекло из рада и раста Музичке школе „Станковић“.
Кроз ову школу прошли су многи, данас признати музички уметници, а у школи су предавали врсни педагози и музички експерти попут Мери Жежељ, брачног пара Бинички, Бранка Цвејића, Војиславе Вуковић-Терзић, Александра Живановића, Александра Пандуровића и осталих познатих музичких педагога. Ова школа се увек издвајала по квалитету ученика и професорског кадра, о чему сведоче бројне награде и признања.
Седиште Музичке школе „Станковић“ је у улици кнеза Милоша број 1а, међутим, на тој локацији не може да се одржава настава јер је пре десет година порушен део школске зграде уз обећање да ће се изградити нови објекат за потребе школе. Нажалост, обећање ни дан данас није испуњено, па једна од најстаријих и најпризнатијих школа у Београду ради под отежаним условима. Упркос томе, школа и данас ниже бројне резултате, а ученици и данас заслужно држе рејтинг школе „Станковић“.

## Историја
Први директор школе био је Станислав Бинички. Тада, у школи су се предавали клавир, соло-певање, виолина, солфеђо и теорија музике. Хинко Маржинац је постао директор 1921. године, који је увео нове предмете, а Петар Крстић, као директор од 1923. године, основао је наставнички одсек. Велике промене настале су 1925. године, када је нови директор Петар Стојановић основао оперско-драмски одсек, камерну класу, хорску школу, ученички оркестар и вечерње курсеве за одрасле. Емил Хајек, нови директор од 1929, подигао је школу на конзерваторијумски ниво. У десетогодишњем периоду од 1937. до 1947, Миленко Живковић је мењао и проширио наставни план и основао одсек школе у Земуну, који је данас Музичка школа „Коста Манојловић“.
После Другог светског рата, од 1947, школа је државна установа, и добија ранг средње музичке школе.
Сала музичке школе Станковић је до 2015. године била место одржавања Међународног такмичења соло певача „Лазар Јовановић” до момента када је такмичење добило новог домаћина, организацију Културни елемент и нову локацију одржавања, Коларчев народни универзитет.

## Директори
| Директор            | од   | до   |
| ------------------- | ---- | ---- |
| Станислав Бинички   | 1911 | 1921 |
| Хинко Маржинац      | 1921 | 1923 |
| Петар Крстић        | 1923 | 1925 |
| Петар Стојановић    | 1925 | 1929 |
| Емил Хајек          | 1929 | 1935 |
| Михаило Вукдраговић | 1935 | 1937 |
| Миленко Живковић    | 1937 | 1947 |
| Божидар Трудић      | 1947 | 1951 |
| Властимир Плештић   | 1951 | 1960 |
| Жарко Цвејић        | 1960 | 1974 |
| Јован Ђорђевић      | 1974 | 1979 |
| Бојан Брун          | 1979 | 1987 |
| Миодраг Сретеновић  | 1987 | 2006 |
| Обрад Недељковић    | 2006 | 2017 |
| Вањушка Мартиновић  | 2017 |      |

## Архитектура зграде
Првобитна кућа је подигнута деведесетих година 19. века као приземни стамбени објекат, а за потребе музичке школе и певачке дружине „Станковић“ дозидана су два спрата 1914. године по пројекту архитекте Петра Бајаловића. Здање је академски обликовано, подељено на три хоризонтална регистра, рустично приземље, зону спратова са средишњим испустом (еркером) и поткровну зону. Поред тога, присутни су и извесни декоративни елементи сецесије. Прозорски отвори другог спрата су залучени, наглашени архиволтама. У средишту кровне ограде са балустрадама је атика у форми умањеног модела храма, симболично указујући на зграду као „храм музике“, у чијем унутрашњем пољу је натпис „Дом и школа певачке дружине Станковић“, а изнад на тимпанону је година изградње 1913.
Над улазом у објекат налази се рељеф „Старац са гуслама и дечак“ са одликама сецесије. На парапетима, нетипичним пољима између прозора првог и другог спрата, налазе се и рељефни портрети композитора Корнелија Станковића, Даворина Јенка и председника певачке дружине „Станковић“, Живојина Симића.
Највећа просторија ентеријера је концертна сала са галеријом, са профилацијама и штуко-декорацијом у стилу сецесије.
Због културно-историјске и архитектонско-урбанистичке вредности, зграда Музичке школе Станковић је утврђена за културно добро – споменик културе.